# MHealth
Der Begriff mHealth, auch Mobile Health, kurz M-Health (englisch für mobile Gesundheit), steht für die Unterstützung von medizinischen Verfahren und Maßnahmen der Gesundheitsfürsorge durch Geräte wie Smartphones, Tablets oder persönliche digitale Assistenten (PDA) sowie durch Lifestyle- und Gesundheitsapplikationen, die über Sensoren bedient werden können. M‑Health wird als ein der E-Health untergeordneter Bereich angesehen. Kabellose und mobile Technologien und ihr Einsatz in der Verbesserung der gesundheitsbezogenen Forschung, der Versorgung und des Gesundheitsstatus stehen im Mittelpunkt.

## Definition
mHealth entwickelte sich in den letzten Jahren aus dem Begriff e-Health. Während sich eHealth allgemein auf die Anwendung elektronischer Geräte in der medizinischen Versorgung bezieht, stellt mHealth dabei elektronische Lösungen auf mobilen Geräten dar. Robert S. H. Istepanian, Professor des Londoner Imperial College für Elektronik und Ingenieurwesen, prägte den Begriff erstmals im Jahr 2006. Er definierte mHealth als „emerging mobile communications and network technologies for healthcare“ (englisch für neu aufkommende mobile Kommunikations- und Netzwerktechnologien für das Gesundheitswesen).
mHealth gewinnt durch die steigenden Kosten im Gesundheitswesen mehr an Bedeutung. Eine Verbindung von Patient und Arzt wird ermöglicht, ohne dass sich beide am selben Ort aufhalten müssen. Jedoch sind auch gesunde Konsumenten, die Anwendungen zur Prävention oder Wellness nutzen, ein wichtiger Bestandteil der mobilen Lösung.
Mobile Health umfasst eine Reihe technischer Anwendungsmöglichkeiten. Darunter fallen beispielsweise die Ermittlung von Vitalwerten wie den Blutzucker oder die Körpertemperatur, aber auch Kommunikations- oder Motivationsanwendungen, die u. a. an die Einnahme von Medikamenten erinnern sollen. Die Verwendung von Apps spielt dabei eine große Rolle, denn über die in den Smartphones installierten Sensoren können eine große Menge an gesundheitsbezogenen Daten erfasst und verarbeitet werden. Das Haupteinsatzgebiet von mHealth ist das Remote Monitoring. Darunter wird die Fernüberwachung von Patienten mit chronischen Beschwerden verstanden. Nach einer Publikation von A. T. Kearney wird für diese Anwendung am häufigsten der SMS-Versand und -Empfang genutzt. Ferner sind Therapien zur Prävention von Demenz ein großer Bereich, der sich zukünftig vergrößern wird, da zukünftig über 30 % der über 70-jährigen unter dieser Krankheit leiden werden. Denn laut einer Studie von PWC sollen im Jahr 2025 30 % der europäischen Bevölkerung 65 Jahre und älter sein. Die Studie prognostiziert, dass sich die Zahl der chronisch Kranken Menschen in den nächsten 20 Jahren ungefähr verdoppeln wird.

## Klassifikation
Mobile-Health-Lösungen lassen sich entlang des gesamten klassischen Pfades einer Behandlung anwenden. So können sie in der Wellness-, Präventions-, Diagnostik-, Therapie- oder Kontrollphase eingesetzt werden. Hinsichtlich der Anwendergruppen lassen sich aus dem Behandlungspfad drei verschiedene Kategorien der Anwendung ableiten:

### Bürger-Bereich
Hierbei werden mHealth-Anwendungen benutzt, die keinen medizinischen Zweck erfüllen und die eher auf freiwilliger Basis des Konsumenten genutzt werden. Zu dieser Kategorie gehören Lösungen, die u. a. die Fitness, das Wohlbefinden oder die Selbstentfaltung erhöhen sollen. Eine Veröffentlichung der research2guidance, eines strategischen Beratungs- und Marktforschungsunternehmens, zeigt, dass rund 30 % der mHealth-Applikationen aus dem Bereich Fitness kommen.

### Patienten-Bereich
Diese Anwendungen sind für Patienten ausgelegt, die unter einer akuten oder chronischen Erkrankung leiden. Hierbei erfüllt die Anwendung einen medizinischen Zweck und muss gewissen Qualitäts- und Sicherheitsstandards genügen. Unter diese Kategorie fallen beispielsweise die Nutzung non-invasiver Sensoren für die Messung von Vitalparametern wie Blutzucker, Herzfrequenz, Bewegungsabläufe oder Temperatur.

### Administrativer Bereich
mHealth-Anwendungen sind ebenfalls in der Lage, das Krankenhaus- bzw. Praxismanagement zu unterstützen. Die Gruppe der Anwender ist dabei nicht nur auf die Patienten beschränkt, sondern auch das Fachpersonal aus dem Gesundheitswesen. Beispielsweise können elektronische Patientenakten auf mobilen Geräten genutzt oder Lösungen für Patienten zur Verfügung gestellt werden, die den Behandlungspfad erleichtern und unterstützen können.

## mHealth-Markt
Die drahtlose Vernetzung und Kommunikation durch mobile Geräte hat in den letzten Jahren stark zugenommen. Beinahe jede fünfte Person auf der Welt besitzt ein Smartphone. Diese Tatsache ermöglicht vielen Nutzern, mHealth-Applikationen zu bedienen. Schätzungen zufolge werden bereits im Jahr 2017 weltweit 3,4 Milliarden Menschen ein Smartphone besitzen. Jeder Zweite davon wird eine mHealth-Anwendung installiert haben.
Laut einer Studie der globalen Industrievereinigung der Mobilfunkbetreiber (GSMA) wird der mHealth-Markt in den kommenden Jahren sehr stark wachsen. Im Jahr 2013 wurden mit mHealth weltweit rund 2,4 Milliarden US-Dollar (ca. 2,1 Milliarden Euro) eingenommen. Bis zum Jahr 2017 soll diese Zahl auf 23 Milliarden Dollar (ca. 21 Milliarden Euro) ansteigen. In Deutschland wurden laut A. T. Kearney im Jahr 2012 rund 906 Millionen Euro mit mHealth erwirtschaftet. Die Einnahmen werden laut Schätzungen bis zum Jahr 2017 auf 3 Milliarden Euro ansteigen. Das Hardware-Segment (dieses Segment umfasst sowohl medizinische Geräte als auch mobile Sensoren) konnte 2012 den höchsten Umsatz mit 427 Millionen Euro verzeichnen. Zwar sind einkommensstarke Industrienationen aktiver im Einsatz von mHealth, trotzdem gewinnen zunehmend die drahtlosen Gesundheitsanwendungen in Entwicklungsländern an Bedeutung. Diese konzentrieren sich hauptsächlich auf eine effizientere Planung des Gesundheitspersonals und des Gesundheitssystems im Allgemeinen.

## Potentiale von mHealth

### Effizienz und Kosteneinsparungen in der Gesundheitsversorgung
Häufig ist eine Verbesserung des medizinisch-technischen Fortschritts mit Kostensteigerungen verbunden. mHealth verhält sich jedoch anders, da oft bereits vorhandene Technologien, wie das mobile Internet, genutzt werden können. Somit ist mHealth in der Lage, die Patientenversorgung zu verbessern und enorme Kosten im Gesundheitsmarkt einzusparen.
Durch die Anwendung von mHealth-Technologien kann die Kommunikation zwischen allen Beteiligten immer und überall stattfinden. Insbesondere in entlegenen Gebieten können mehr Menschen einen Zugang zu Gesundheitsdiensten erlangen. Sowohl Ärzte als auch medizinisches Fachpersonal können sich über Diagnosen und Behandlungsmethoden austauschen und einen optimalen Behandlungsplan ausarbeiten. Hierdurch könnten unnötige Sprechstunden vermieden, der Aufwand durch nicht wahrgenommene Termine reduziert und Zeit eingespart werden. Patienten können ihre gesundheitsbezogenen Parameter in Echtzeit und so oft wie möglich an den Arzt oder die zuständige Institution weiterleiten. Dies ermöglicht eine effizientere Personalplanung auf der einen und Kosteneinsparungen auf der anderen Seite. Weiterhin kann ein effizienterer Umgang mit chronischen Erkrankungen dadurch erreicht werden, dass Fernüberwachungen und -beratungen eingeführt werden. Dies kann einfach und schnell vom Zuhause des Patienten aus erledigt werden und führt zu einer Reduzierung der Behandlungskosten. Der ambulante Sektor kann ebenfalls von mHealth profitieren. In größeren Praxen mit mehr als nur einem Sprechzimmer können Patientendaten inklusive aller erforderlichen Informationen bequem von einem mobilen Gerät abgerufen werden. Medikationen und verordnete Therapien können erfasst und strukturiert werden. Dadurch entsteht ein Effizienzgewinn bei den Erfassungs- und Administrationsarbeiten und eine Verbesserung der internen Prozesse.

### Verbesserte Mitwirkung des Patienten
mobile-Health-Dienste geben dem Patienten die Möglichkeit, sich besser mit der eigenen Krankheit auseinanderzusetzen. Patienten gewinnen dadurch ein allumfassendes Verständnis über relevante Symptome und ihren Behandlungsablauf. Dadurch entsteht eine Gesundheitsversorgung, die den Patienten nicht nur in den Vordergrund stellt, sondern ihn mit einbezieht und Verantwortung über die eigene Gesundheit übergibt. Durch selbstmotivierende Applikationen sind Patienten in der Lage, ihre eigene Behandlung zielgerichtet zu kontrollieren. Es können Motivationsanreize bei Erzielung von Therapieergebnissen, wie beispielsweise die Gewichtsreduktion bei Patienten mit chronischer Herzinsuffizienz, gegeben werden. Applikationen können den Patienten bei seinem individuellen Behandlungspfad begleiten, diese optimal steuern und eine Verbesserung der Koordination mit den einbezogenen Leistungserbringern implizieren. Ferner wird die Adhärenz der Therapie und Compliance verbessert.

### Einfachere, häufigere, zugänglichere und günstigere Tests und Datenerfassungen
Laut Forschern ist eine genaue Messung des Hämoglobin-Inhalts im Blut mittels Smartphone-Fotos des inneren Augenlids möglich. Ein Team arbeitete an einer entsprechenden App, wobei sie den Quellcode nicht veröffentlichten.

## Barrieren von mHealth

### Datenschutz und -sicherheitsproblematiken
Der Schutz der Daten, die durch die Anwendung von mHealth ermittelt, gespeichert und weitergeleitet werden, nimmt insbesondere im europäischen Kontext eine wichtige Rolle ein. Demnach muss sichergestellt werden, dass mobile Health-Lösungen Datenschutzrichtlinien in Bezug auf die rechtmäßige Verarbeitung personenbezogener Daten, die Sicherheit der Daten und die Aufklärung der Betroffenen einhalten. Sobald Personendaten verarbeitet werden, muss nach dem Datenschutzgesetz die Einwilligung des Betroffenen eingeholt werden. „Zurzeit ist weder das Format noch der Prozess für eine solche Einverständniserklärung des Anwenders definiert.“ Mobile Anwendungen verlangen oft Zugriffsberechtigungen zu GPS-, Kontakt- oder Bilderdaten, ohne deren Freigabe oft keine Nutzung möglich ist. Problematisch ist jedoch die Tatsache, dass die Nutzer über die Freigabe ihrer Daten oft nicht richtig darüber informiert werden, wer letztendlich die Daten erhält und was mit diesen geschieht. Rund 45 % der Nutzer gesundheitsbezogener Anwendungen sind skeptisch wegen der ungewollten Nutzung ihrer Daten. Diese Sorge ist nicht unbegründet, denn laut der Financial Times übermitteln neun von 20 der bekanntesten Gesundheits-Apps personenbezogene Daten an große internationale Gesundheitskonzerne. Hierbei besteht noch Handlungsbedarf, damit klar wird, welche Daten wie und aus welchen Gründen verarbeitet und zu welchem Zweck an wen übermittelt werden. Die in der EU geltende Datenschutzrichtlinie wird gegenwärtig überarbeitet, um einen verbesserten Schutz personenbezogener Daten gewährleisten zu können. Es soll eine Harmonisierung der Datenschutzvorschriften erreicht werden, um u. a. das Vertrauen der Anwender in elektronische Dienste zu erhöhen.

### Schwer nachweisbarer klinischer und wirtschaftlicher Nutzen
Die erfolgreiche Verbreitung von mHealth wird ebenfalls durch den schwer nachweisbaren klinischen und wirtschaftlichen Nutzen der Anwendungen gehemmt. In Deutschland sind gegenwärtig keine mHealth-Anwendungen im Vergütungskatalog aufgenommen. Dies hat zum einen den Grund, dass therapeutische und diagnostische Verordnungen eher vergütet werden als präventive Maßnahmen. Zum anderen ist der Nutzen im mHealth-Bereich schwer nachzuweisen. A. T. Kearney analysierte den Evidenzgrad von 500 mHealth-Publikationen und kam zu dem Ergebnis, dass nur 2 % einen eindeutigen Nachweis des Nutzens liefern konnten.

### Wenig Vertrauen in mHealth-Lösungen
Aufgrund der komplexen Regulierung des Gesundheitswesens und des langen Prozesses des Wirkungsnachweises von Diagnostika und Therapien ist Deutschland im Allgemeinen eher zurückhaltend gegenüber Innovationen. Die Aufgeschlossenheit gegenüber medizinischen Technologien ist ebenfalls nicht groß. Häufig fehlt der Bevölkerung das Vertrauen in mobile-Health-Lösungen, da das Smartphone oder Tablet nur als ein Freizeitvertreib gesehen wird. Zusätzlich kommt das Anwendungsalter hinzu. Häufig nutzt die ältere Generation keine mobilen Geräte und wenn, dann nur selten. Speziell dafür entwickelte Kampagnen könnten mobile Lösungen an die Bevölkerung herantragen.

## Situation und Ausblick im Jahr 2015

### Nachweis über Wirksamkeit und Nutzen
Zunächst ist es von großer Wichtigkeit in die Forschung und Innovation zur Weiterentwicklung von mHealth-Lösungen zu investieren. Dabei könnte der klinische und wirtschaftliche Nutzen sowie die Wirksamkeit der Anwendungen nachgewiesen werden. Aufgrund der fehlenden Nachweise des Nutzens kann momentan noch keine Akzeptanz bei den Kostenträgern erreicht werden. Eine Lösung für das Problem könnte ein Pilotprojekt mit unterschiedlichen medizinischen Leistungserbringern und einem wissenschaftlichen Team sein, das Nachweise für Wirksamkeit und Nutzen von bestimmten mHealth-Lösungen liefern kann.

### Befähigung der Anwender
Potentielle Anwender sollen befähigt werden, sich mit mHealth auseinanderzusetzen und zu nutzen. Häufig sind ältere Menschen mit dem Internet nicht vertraut, obwohl sie beispielsweise die Kerngruppe chronisch Erkrankter bilden. Abhilfe könnten zum einen deutschlandweite Kampagnen schaffen, welche die neue Technologie älteren Menschen näher bringen und sie zur Kontrolle der eigenen Erkrankung befähigen sollen. Zum anderen können geeignete Bezugsgruppen wie beispielsweise Sozialarbeiter oder Pflegepersonal kranke Menschen motivieren, an Schulungen oder Ausbildungsangeboten teilzunehmen, um den Umgang mit den mobilen Geräten zu erlernen. Dasselbe kann den Angehörigen der Gesundheitsberufe angeboten werden, um Erfahrungen im Umgang und Vertrauen mit den mobilen Lösungen zu gewinnen. Weiterhin könnten Arbeitgeber in Gesundheitseinrichtungen mobile Geräte für die Terminplanung oder zur Prüfung von Wechselwirkungen zwischen zwei oder mehreren Medikamenten bereitstellen und eine langsame Eingewöhnung fördern.

### Erhöhung der Transparenz und des Vertrauens in mHealth-Lösungen
Der mHealth-Markt wächst und bringt immer mehr neue innovative Lösungen zum Vorschein. Allein im Jahr 2015 wurden mehr als 103.000 neue Applikationen in den App-Stores veröffentlicht. Bei dieser großen Auswahl ist es für die Anwender nicht einfach, die richtige Lösung für sich zu finden. Häufig sind Applikationen nicht sorgfältig geprüft, so dass Fehler auftreten, die im schlimmsten Fall die Sicherheit der Anwender gefährden könnten. Außerdem ist oft nicht bekannt, welches Unternehmen sich hinter der Entwicklung der App verbirgt und ob die Apps eine medizinische Kontrolle durchlaufen, bevor sie auf dem Markt angeboten werden. Diese Problematik kann durch die Erstellung von Qualitätssiegeln oder durch Zertifizierungen gelöst werden, die die Sicherheit der mobilen Lösung beispielsweise in Bezug auf den Schutz personenbezogener Daten nachweisen. Hierfür existieren bereits gute Lösungsansätze wie das European Directory of Health Apps (englisch für Europäisches Verzeichnis der Gesundheits-Apps), das 200 mHealth-Apps führt, die von europäischen Patientengruppen empfohlen werden.
Auch in Deutschland gibt es mehrere Online-Verzeichnisse, die Auskunft über geprüfte Apps und zum Teil auch andere digitale Gesundheitsanwendungen (DiGA) geben:
- Healthon: Die Info- und Bewertungsplattform für Health-Apps testet Gesundheits-Apps, vergibt Qualitätssiegel und informiert über Innovationen & Trends. Apps, die die 7 Kriterien des HealthOn-Ehrenkodex erfüllen, werden mit dem entsprechenden Siegel gelistet. Für Nutzer gibt es eine Checkliste, mit der sie Apps bzgl. ihres Risikos überprüfen können.[38]
- digimeda: Die Datenbank für digitale Medizin in Deutschland gibt eine Übersicht, welche Gesundheits-Apps (und andere digitalen Gesundheitsanwendungen) es für bestimmte Erkrankungen gibt und welche davon durch unterschiedliche Institutionen geprüft sind (z. B. hinsichtlich Datenschutz- und Datensicherheit, Transparenz oder medizinischem Nutzen).[39]

- appcheck: Diese Informations- und Bewertungsplattform für Gesundheits-Apps wird vom Zentrum für Telematik und Telemedizin (ZTG) betrieben. Gemeinsam mit Kooperationspartnern prüft das ZTG Gesundheits-Apps und veröffentlicht die Ergebnisse. So wird zum Beispiel in Zusammenarbeit mit Diabetesverbänden das DiaDigital-Siegel vergeben.[40]
- MHAD – Mobile Health App Database: Ein Team aus mehreren Wissenschaftlern prüft deutsch- und englischsprachige Apps anhand der Mobile App Rating Scale (MARS). Der Fokus liegt auf Apps, die bei verschiedenen psychischen Problemen eingesetzt werden können. Weitere Themenbereiche sollen hinzukommen.[41]

## Weiterführende Literatur
- Susan Adibi: mHealth. Multidisciplinary Verticals. Boca Raton 2014.
- Lukas Reitebuch, Mobile Health Applications - Rechtliche Rahmenbedingungen von Gesundheits-Apps, Berlin / Heidelberg 2022.
- Robert S. H. Istepanian, Costantinos S. Pattichis, Swamy Laxmiinarayan: mHealth. Emerging Mobile Health Systems. 2006.
- Jonathan Donner, Patricia Mechael: mHealth in Practice. Mobile technology for health promotion in the developing world. London 2013.
- Donna Malvey, Donna J. Slovensky: mHealth Transforming Healthcare. New York 2014.
- Rick Krohn, David Metcalf: mHealth. From smartphones to smart systems. Chicago 2012.
- Rick Krohn, David Metcalf: mHealth Innovation. Best practices from the mobile frontier. Chicago 2014.
- Sarah Lenz: “More like a support tool”: Ambivalences around digital health from medical developers’ perspective In: Big Data and Society. 2021.